# Henry Briggs

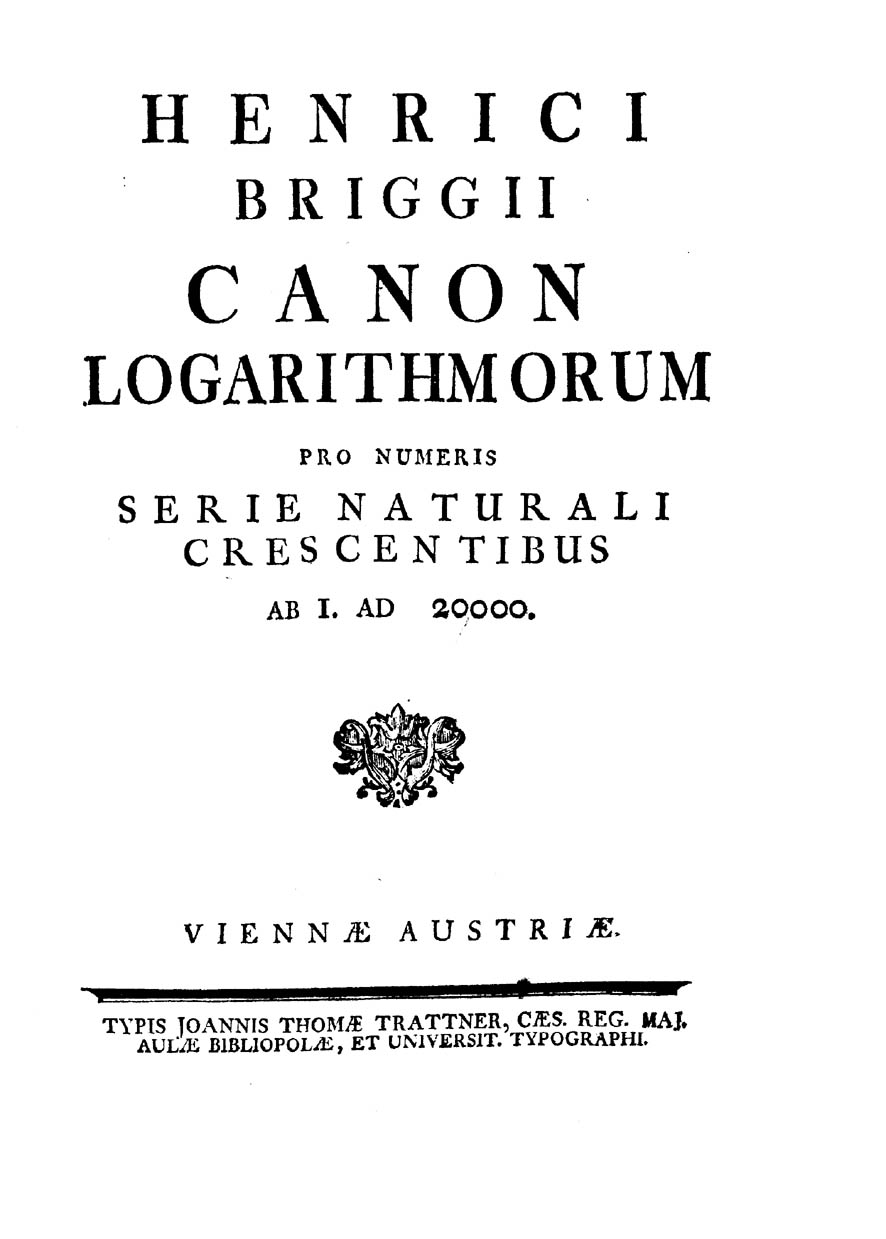
Canon logarithmorum

Henry Briggs (únor 1561 Warleywood, Anglie – 26. ledna 1630 Oxford) byl anglický matematik známý hlavně tím, že nahradil do té doby používaný Napierův logaritmus dekadickým logaritmem (logaritmus o základu 10).

## Osobní život
Narodil se ve Warley Wood, blízko Halifaxu v Anglii. Vystudoval latinu a řečtinu na místním gymnáziu, poté byl v roce 1577 přijat na St John's College, v Cambridge, kterou dokončil v roce 1581.

V roce 1588 byl zvolen odborným asistentem na St. John's. Roku 1592 začal přednášet fyziku dle podkladů od Thomase Linacra, a rovněž vedl i přednášky matematiky. V této době se začal zajímat o navigaci a astronomii, při níž spolupracoval i s Edwardem Wrightem. V roce 1596 se stam prvním profesorem geometrie na nedávno založené Gresham Collage v Londýně. Zde učil téměř 23 let a učinil z ní centrum anglické matematiky, které podporovalo mimo jiné i nové myšlenky Jana Keplera. V té době Briggs získal kopii spisu Mirifici Logarithmorum Canonis Descriptio od Johna Napiera, kde autor představuje světu myšlenku logaritmu. Napierova formulace byla nevhodná pro výpočty, ale vnukla Briggsovi nápad – na svých přednáškách na Gresham Collage navrhl myšlenku logaritmu o základu 10, přičemž logaritmus o základu 10 z čísla 10 bude 1. Krátce poté napsal svůj nápad autorovi původní myšlenky.
Briggs byl aktivní v mnoha směrech. Mnozí dokonce vyhledávali jeho rady v otázkách astronomie, mapování, navigaci, dokonce i těžby. Briggs měl dva syny: Henryho, který později emigroval do Virginie, a Thomase, který v Anglii zůstal. Na počest Briggsova přispění matematice po něm byl pojmenován kráter na Měsíci.

## Přínos pro matematiku
V roce 1616 Briggs navštívil Napiera v Edinburghu, aby projednal návrh na změnu Napierova logaritmu. Další rok ho navštívil znovu a ze stejného důvodu. Při těchto debatách byl Briggsův návrh přijat a při svém návratu z druhé návštěvy v Edinburghu (1617) poprvé svou myšlenku logaritmu publikoval.
V roce 1619 byl jmenován profesorem geometrie na Oxfordu, o rok později rezignoval na post profesora na Gresham Collage.
1624 publikoval svou práci Arithmetica Logarithmica, která obsahuje logaritmy třiceti tisíc čísel. Tabulku později rozšířil Adriaan Vlacq a následně i Alexander John Thompson (1952) - Briggs byl první, kdo použil metodu konečného diferenciálu k výpočtu hodnot do své práce.
Dále vytvořil tabulku logaritmického sinu a tangens na setiny stupně (na 14 desetinných míst), tabulku pro přirozený sinus na 15 desetinných míst, stejně tak pro tangens a sekans. Tohle vše bylo vytištěno v Goudě roku 1631 a zveřejněno a dva roky později pod názvem Trigonometria Britannica. Tato práce byla pravděpodobně nástupcem jeho Logarithmorum Chilias Prima z roku 1617, která shrnula stručně jeho úvahy o logaritmech. Briggs také objevil binomickou větu, ačkoli v poněkud skryté formě a bez důkazu.
Briggs byl pohřben v kapli na Merton College v Oxfordu. Dr. Smith ho ve své knize Lives of the Gresham Professors charakterizoval jako bezúhonného muže, kterého nezajímá bohatství a je spokojený se svým postavením, a který upřednostnil odchod do důchodu, kde stále zůstával v pilné práci, před všemi líbivými aspekty života.